# 1+2=Paradise
1+2=Paradise (яп. １＋２＝パラダイス) — манґа Суміко Камімури. Історія адаптована у дві OVA, які були випущені Toei Video, дочірньою компанією Toei Company.

## Сюжет
Сюжет оповідає про сина лікаря гінеколога у майбутньому лікаря Юсуке Ямамото. У дитинстві його ледь не кастрували, близнючки, що живуть по сусідству, через що він боїться жінок. Близнючки і собі закохані в Юсуке, тому що в дитинстві він врятував їх від собаки, і виросли з мрією про те, що одна з них стане дружиною Юсуке. На початку сюжету вони з'являються в будинку Юсуке і батько Юсуке вирішує поселити дівчат у себе, тим самим зціливши сина від його фобії.

## Персонажі
- Юсуке Якамото (яп. 山本優介)

Центральний чоловічий персонаж.
- Юка Накамура (яп. 中村結花)

Центральний жіночий персонаж.
- Ріка Накамура (яп. 中村梨花)

Друга героїня історії.
- Батько Юсуке

Має гінекологічну клініку.

## Список епізодів
| # | Назва                                                                                    | Дата випуску   |
| - | ---------------------------------------------------------------------------------------- | -------------- |
| 1 | «Around here, there, puding, puding» «あっちもこっちもプリンプリン»                      | 23 лютого 1990 |
| 2 | «Clash! Momoiro Sisters against lascivious queen bee» «対決！桃色姉妹Ｖ．Ｓ．好色女王蜂» | 21 квітня 1990 |